# TVK Wattenscheid
Der TV Kronenburg 1895 Wattenscheid e.V. ist ein deutscher Sportverein mit Sitz in der nordrhein-westfälischen Stadt Bochum.

## Abteilungen

### Volleyball
Die erste Männer-Mannschaft stieg aus der Regionalliga erstmals zur Saison 1979/80 in die 2. Bundesliga Nord auf. Mit 24:12 Punkten sicherte man sich am Saisonende den zweiten Platz, was direkt weiter für den Aufstieg in die Bundesliga berechtigte. Die Folgesaison sollte aber auch die einzige im Oberhaus bleiben, da die Mannschaft am Ende dieser Spielzeit mit 4:32 Punkten als letzter direkt wieder abstieg. Zurück in der zweiten Liga platzierte man sich nach der Saison 1981/82 direkt wieder mit 26:10 Punkten auf dem zweiten Platz, jedoch reichte dies diesmal nicht für einen Aufstiegsplatz. In den nächsten Jahren konnte man an die alten Leistungen dann aber nicht mehr anknüpfen und platzierte sich immer so, dass man gerade so nicht absteigen musste. 1990 stieg die Mannschaft aber wieder in die Regionalliga ab. 1991/92 und 1996/97 spielte man erneut jeweils für eine Saison in der 2. Bundesliga Nord.
Mittlerweile gibt es nur noch eine erste Frauen-Mannschaft, welche in der Saison 2020/21 in der Bezirksliga spielte.